# Mauro Covacich
Mauro Covacich (Trieste, 1965) è uno scrittore italiano.

## Biografia
Studia filosofia a Trieste, dove si laurea nel 1990 con una tesi su Gilles Deleuze. Giunge a Pordenone nel 1990 per svolgere il servizio civile presso il locale Dipartimento di Salute Mentale, dove si trova a collaborare con Francesco Stoppa: da questa esperienza nasce il primo libro, "Storia di pazzi e di normali" (Theoria, 1993). 
Trasferitosi a Pordenone, comincia a insegnare nei licei pubblici della provincia.
Al primo libro seguono Colpo di Lama (Neri Pozza, 1995), Mal d'autobus (Tropea, 1997), Anomalie (Arnoldo Mondadori Editore, 1998, 2001), e La poetica dell'Unabomber (Theoria, 1999) che è una raccolta di reportage. Da Anomalie il regista Igor Pison ricaverà uno spettacolo teatrale, andato in scena al Teatro Rossetti di Trieste nel 2018.
Nel 1999, in seguito a questi suoi primi lavori di narratore, l'Università di Vienna gli conferisce l'Abraham Woursell Prize, una borsa di studio triennale che gli consente di effettuare periodi di “writer in residence” in numerose università europee e statunitensi. Grazie a questo riconoscimento, nel 2000 abbandona l'insegnamento per dedicarsi interamente alla scrittura.
L'anno successivo esce il suo romanzo L'amore contro (Arnoldo Mondadori Editore, 2001), poi ripubblicato da Einaudi.
Con A perdifiato (Mondadori, 2003; La nave di Teseo, 2018), inizia il cosiddetto "ciclo delle stelle". Si tratta di una pentalogia composta da altri tre romanzi: Fiona (Einaudi, 2005), Prima di sparire (Einaudi, 2008), e A nome tuo (Einaudi, 2011), intercalati dalla videoinstallazione L'umiliazione delle stelle, realizzata da Covacich nel 2010 e prodotta da Buziol-Einaudi-Magazzino d'Arte Moderna Roma 2010. Da Fiona viene ricavato nel 2013 uno spettacolo teatrale, prodotto dal Teatro Rossetti di Trieste per la regia di Andrea Liberovici.
Ha scritto alcuni saggi narrativi, tutti pubblicati da Laterza: Storia di pazzi e di normali (1993, 2007), Trieste sottosopra. Quindici passeggiate nella città del vento 2006) e L'arte contemporanea spiegata a tuo marito (2011), le cui lezioni erano prima apparse in forma di post sul sito italiano di Vanity Fair.
Covacich collabora dal 1998 col Corriere della Sera e con altre testate giornalistiche. Ha inoltre realizzato per la Rai alcuni radio documentari e il radiodramma Safari.
Nel 2005 ha lasciato Pordenone per trasferirsi a Roma. Dal 2002 al 2012 ha insegnato, insieme a Roberto Ferrucci, scrittura creativa presso l'Università di Padova.
Nel 2013, dal romanzo A nome tuo sono stati ricavati un'omonima pièce teatrale di Cinzia Spanò, andata in scena al Teatro PimOff di Milano, e il film di Valeria Golino Miele, presentato con successo al festival di Cannes.
Nel 2015 la raccolta di racconti La sposa entra in cinquina finalista al Premio Strega e in terna al Premio Chiara, piazzandosi in ambedue i casi al secondo posto.
Nel 2017 La città interiore (La nave di Teseo) vince il Premio Selezione Campiello e il Premio Brancati.
Nel 2018 gli viene conferito il Premio Tomizza.
Nel 2019 pubblica Di chi è questo cuore   (La nave di Teseo).
Nel 2021 pubblica Sulla Corsa (La nave di Teseo).

## Opere
- Storia di pazzi e di normali. La follia in una città di provincia, Collana Geografie, Roma, Theoria, 1993, ISBN 978-88-241-0335-0. - Laterza, 2007.
- Colpo di Lama, Vicenza, Neri Pozza, 1995, ISBN 978-88-7305-495-5.
- Mal d'autobus, Collana Le Gaggie, Tropea, 1997, ISBN 978-88-438-0058-2.
- Anomalie, Collana Letteratura contemporanea, Milano, Mondadori, 1998, ISBN 978-88-04-44462-6.
- La poetica dell'Unabomber, Collana Geografie, Roma, Theoria, 1999, ISBN 978-88-241-0625-2.
- L'amore contro, Collana Strade blu, Milano, Mondadori, 2001, ISBN 978-88-04-48707-4.
- A perdifiato, Collana Scrittori Italiani e Stranieri, Milano, Mondadori, 2003, ISBN 978-88-04-51210-3. - Einaudi, 2005-2017 - La nave di Teseo, 2018.
- Fiona, Collana Supercoralli, Torino, Einaudi, 2005, ISBN 978-88-06-16863-6.
- Trieste sottosopra. Quindici passeggiate nella città del vento, Collana Contromano, Roma-Bari, Laterza, 2006, ISBN 978-88-420-7985-9.
- Prima di sparire, Collana I Coralli, Torino, Einaudi, 2008, ISBN 978-88-06-16864-3. [storia autobiografica sulla separazione dalla moglie]
- A nome tuo, Collana Supercoralli, Torino, Einaudi, 2011, ISBN 978-88-06-20018-3. [storia di una donna che aiuta persone malate e disperate a morire]
- L'arte contemporanea spiegata a tuo marito, Collana I Robinson.Letture, Roma-Bari, Laterza, 2011, ISBN 978-88-420-9753-2.
- L'esperimento, Collana Supercoralli, Torino, Einaudi, 2013, ISBN 978-88-06-20019-0.
- La sposa, Collana Narratori italiani, Milano, Bompiani, 2014, ISBN 978-88-452-7589-0. [raccolta di 17 racconti, tra cui la storia di Pippa Bacca ]
- La città interiore, Collana Oceani n.10, Milano, La nave di Teseo, 2017, ISBN 978-88-93-44107-0.
- Di chi è questo cuore, Collana Oceani n. 55, Milano, La nave di Teseo, 2019, ISBN 978-88-93-44771-3.
- Sulla Corsa, Collana Le Onde, La nave di Teseo , 2021, ISBN 8834606957
- L'avventura terrestre, Collana Oceani n. 190, Milano, La nave di Teseo, 2023, ISBN 978-88-34-61312-2
- Kafka, collana Le Onde, La Nave di Teseo, 2024